# Cohiniac
Cohiniac (tiếng Breton: Kaouennieg, Gallo: Coheinyac) là một xã của tỉnh Côtes-d'Armor, thuộc vùng Bretagne, tây bắc Pháp.

## Dân số
Người dân ở Cohiniac được gọi là Cohiniacais.